# Fédération de Sao Tomé-et-Principe de basket-ball
La Fédération de Sao Tomé-et-Principe de basket-ball est une association, fondée en 1983, chargée d'organiser, de diriger et de développer le basket-ball à Sao Tomé-et-Principe.
La Fédération représente le basket-ball auprès des pouvoirs publics ainsi qu'auprès des organismes sportifs nationaux et internationaux et, à ce titre, Sao Tomé-et-Principe dans les compétitions internationales. Elle défend également les intérêts moraux et matériels du basket-ball santoméen. Elle est affiliée à la Fédération internationale de basket-ball (FIBA) depuis 1983, ainsi qu'à la FIBA Afrique.
La Fédération organise également le championnat national.